# Konrad von Hochstaden
Konrad von Hochstaden (né entre 1198 et 1205 et mort le 18 septembre 1261) est l'archevêque de Cologne de 1238 à 1261.

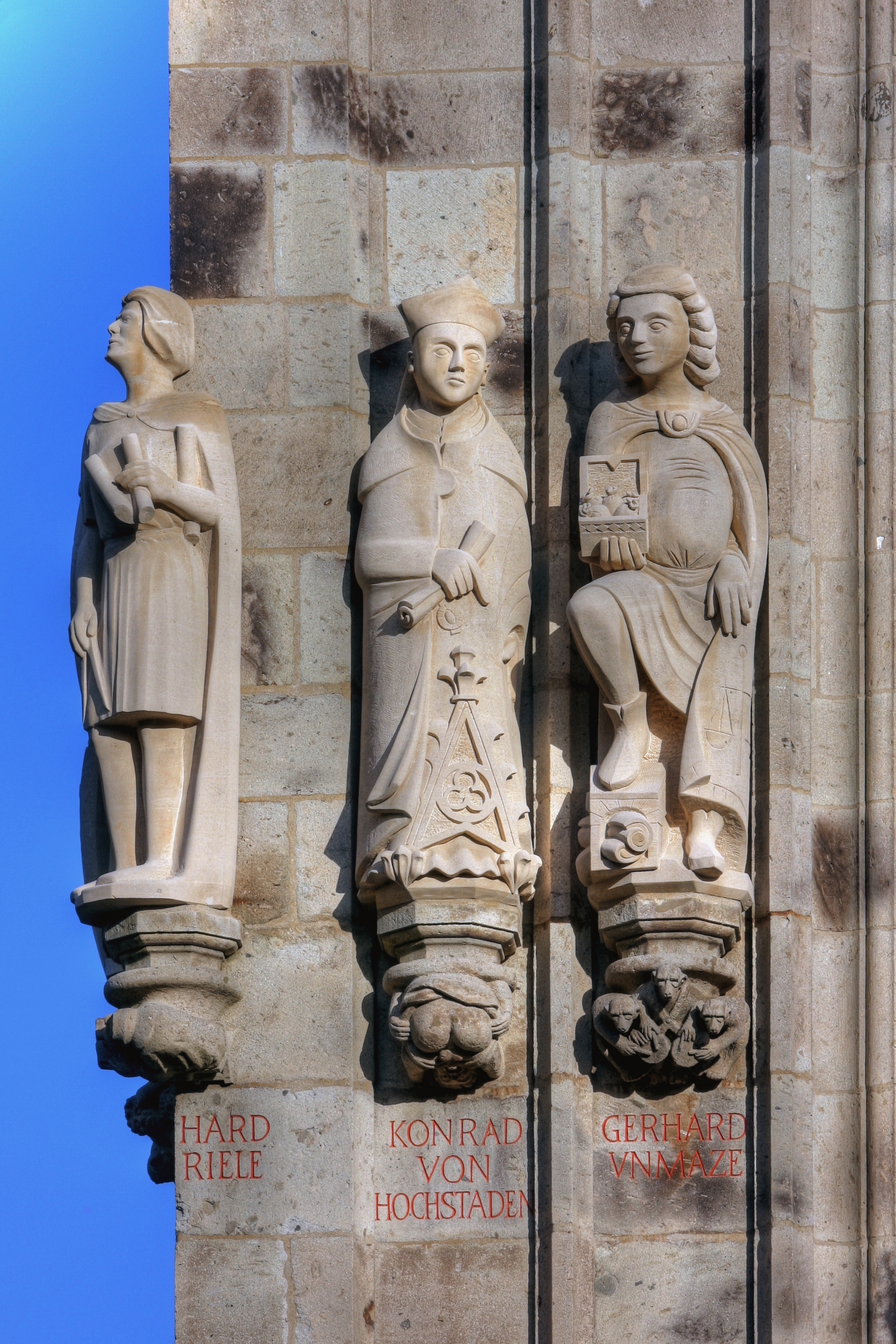
Konrad von Hochstaden représenté sur l'hôtel de ville de Cologne sur une sculpture montrant une autofellation.

## Biographie
Konrad était le fils de Lothar I van Hochstaden et de Mathilde van Vianden. Sa date de naissance est inconnue et on ne sait rien de son enfance. En 1216, il rejoint les pères de l'église de Wevelinghoven près de Düsseldorf, en 1226 il devient chanoine et quelques années plus tard, prévôt de la cathédrale de Cologne. Après la mort d'Henri de Müllenark le 26 mars 1238, le chapitre de la cathédrale de Cologne élit Konrad archevêque de Cologne. Il a reçu la crosse d'archevêque de l'empereur Frédéric II à Brescia en août de la même année.